# 贝尔纳雷焦
贝尔纳雷焦（義大利語：Bernareggio），是意大利蒙扎和布里安扎省的一个市镇。总面积5.87平方公里，人口10195人，人口密度1736.8人/平方公里（2009年）。ISTAT代码为015018。

## 友好城市
- 德国瓦赫特贝格
- 法國拉维勒迪约迪克兰
- 德国米兴多夫